# Pär Eliaeson
Pär Eliaeson, född 25 juni 1968 i Kallebäck, Göteborg, är en svensk arkitekt, skribent, fotograf och chefredaktör för Arkitekturtidskriften KRITIK.
Eliaeson är utbildad till arkitekt vid Kungliga Tekniska Högskolan och Kungliga Konsthögskolan och har varit verksam som byggnadsingenjör och arkitekt på ett flertal arkitektkontor i Göteborg och Stockholm sedan 1989. Eliaeson har också varit verksam som skribent och fotograf inom ämnet arkitektur sedan 1998, publicerad i Rum (tidskrift), Forum AID, Tidskriften Arkitektur, Tidningen Arkitekten, Arkitekturtidskriften KRITIK, Expressen och Svenska Dagbladet. Eliaeson var också verksam som utställningsproducent på Arkitekturmuseet 1999 och som chefredaktör för Rum (tidskrift) 2000-2001.
Eliaeson startade 2008 Arkitekturtidskriften KRITIK som ges ut av Eliaesons förlag Syntes förlag.